# Stai (obwód smoleński)
Stai (ros. Стаи) – wieś (ros. деревня, trb. dieriewnia) w zachodniej Rosji, w osiedlu wiejskim Pieriewołoczskoje rejonu rudniańskiego w obwodzie smoleńskim.

## Geografia
Miejscowość położona jest nad rzeką Tichuta, przy granicy z Białorusią, przy drodze regionalnej 66N-1609 (R120 – Stai – Zaborje), 2,5 km od drogi federalnej R120 (Orzeł – Briańsk – Smoleńsk – granica z Białorusią), 5 km od najbliższej stacji kolejowej (biał. Zawolsza), 11 km od centrum administracyjnego osiedla wiejskiego (Pieriewołoczje), 11 km od centrum administracyjnego rejonu (Rudnia), 74,5 km od Smoleńska.
W granicach miejscowości znajdują się ulice: Cwietocznyj pierieułok, Lesnoj pierieułok, Ługowaja, Mołodiożnaja, Parkowaja, Pierwomajskaja, Pobiedy, Polewaja, Sadowaja, Siewiernaja, Sirieniewaja, Sosnowaja, Szkolnaja, Szossiejnaja, Zielonaja.

## Demografia
W 2010 r. miejscowość zamieszkiwało 390 osób.

## Historia
W czasie II wojny światowej od lipca 1941 roku wieś była okupowana przez hitlerowców. Wyzwolenie nastąpiło w październiku 1943 roku.
Uchwałą z dnia 20 grudnia 2018 roku w skład jednostki administracyjnej Pieriewołoczskoje weszły wszystkie miejscowości (w tym Stai) osiedla wiejskiego Krugłowskoje.